# Castello di Dinefwr
Il castello di Dinefwr è un castello che sovrasta il fiume Tywi, nei pressi della città di Llandeilo (Carmarthenshire, nel Galles occidentale). Era la capitale del Deheubarth.

## Storia
Secondo la tradizione, il castello fu costruito per la prima volta da Rhodri Mawr, anche se non ci sono resti di quel periodo. Dinefwr divenne poi la capitale del nipote di Rhodri,
Hywel Dda, il primo sovrano del Deheubarth e poi re della maggior parte del Galles. Si pensa che Rhys ap Gruffydd, sovrano del Deheubarth dal 1155 al 1197, abbia ricostruito il castello. Giraldo Cambrense racconta di un fallito tentativo di re Enrico II d'Inghilterra di assaltare il castello.
Alla morte di Rhys ap Gruffydd, il maniero passò al figlio Rhys Gryg ed è a questo periodo che si fa risalire la parte più antica della costruzione. Quando re Llywelyn Fawr del Gwynedd estese la sua influenza su quest'area, Rhys, incapace a resistergli, smantellò il castello, che fu però restaurato e tenuto proprio da Llywelyn fino alla morte (1240). Dopo una serie di passaggi di mano, Maredudd ap Rhys aiutò re Edoardo I d'Inghilterra a conquistare Dinefwr nel 1277, forse con la promessa di riceverlo come ricompensa. Ma Edoardo non mantenne la parola e anzi fece giustiziare Maredudd nel 1291.
Passato dunque in mano inglese, il castello fu dato alle fiamme durante la rivolta di Llywelyn Bren (1316). Nel 1403, fu assediato senza successo da Owain Glyndŵr. Passato poi a sir Rhys ap Thomas, che lo ricostruì ampiamente, ma nel 1531 il nipote di Rhys fu giustiziato per tradimento e il castello confiscato dalla corona inglese, anche se la famiglia fu poi capace di recuperarlo. Attorno al 1600, una casa venne costruita vicino al castello ormai abbandonato.